# 사미르 우이카니
사미르 우이카니(알바니아어: Samir Ujkani, 1988년 7월 5일, 부치트른 ~ )는 코소보의 전직 축구 선수이자 현 축구 지도자로 현재 코소보 대표팀의 스포츠 고문으로 활동 중이며 코소보와 알바니아 이중 국적을 보유하고 있다.

## 어린 시절
1988년 7월 5일 코소보 부슈트리아 인근의 레스니크라는 마을에서 태어나 6살 무렵 가족들과 함께 벨기에로 이민을 갔다.

## 클럽 경력

### 유소년 팀
우이카니는 13살때 잉헬문스터에 입단하여, 안데를레흐트로 이적하기 전까지 6년간을 있었다. 안데를레흐트 유소년팀은 자키 뮈나롱 같은 재능있는 골키퍼들을 양성하는 곳으로 명성이 있다. 우이카니는 2007년 6월까지 안데를레흐트 19세 이하팀에서 뛰었고, 리저브팀에서도 10경기를 출전했다.
2007년 6월, 그는 세리에 A의 팔레르모와 5년 계약을 맺었다.

### 팔레르모
그후 그는 팔레르모에서 UEFA컵은 물론이고 세리에 A에서도 벤치에 앉지도 못했다. 그는 2008–09 시즌 팀의 3 선발 골키퍼에 동의를 했고, 이후에 팀의 베테랑 골키퍼 알베르토 폰타나가 이적 목록에 오르면서 2 선발 골키퍼가 되었다.
2009년 4월 26일, 그는 부상을 입은 마르코 아멜리아를 대신하여 밀란 원정 경기에 투입되었고, 경기가 종료되고 히카르두 카카가 그의 경기 활약상에 대해 축하해주기도 했다. 2009년 7월에 그는 레가 프로 프리마 디비시오네의 칼초에 1군 경험을 쌓음과 동시에 자코모 브리케토의 선수 교환 명목으로 함께 임대되었다.

### 노바라
우이카니는 즉시 1선발 골키퍼 자리를 차지했다. 그는 2009-2010 시즌에 레가 프로 프리마 디비시오네에서 세리에 B로 승격한 노바라 선수단의 중심이고 영향력이 큰 선수였다. 이 승격은 33년만에 세리에 B로의 복귀라 팀에게 있어서 매우 특별한 순간이었다. 이 승격으로 인해 노바라는 2010년 7월에 팔레르모에게서 그의 임대 연장 계약을 이뤄냈다.
우이카니는 55년만에 노바라의 세리에 A 승격에 기여를 했다. 2011년 1월 31일, 팔레르모는 파블로 안드레스 곤살레스의 이적 금액(5백만 유로)의 일부로서, 미첼 모르가넬라와 함께 우이카니의 이적 권한의 50%(각각 150만 유로)를 노바라에 매각했음을 알렸다.
우이카니는 선수단의 중요한 선수로, 인테르를 상대로 한 홈, 원정 경기에서 잠파올로 파치니가 문전 코 앞에서 찬 슈팅과 베슬레이 스네이더르가 위험한 위치에서 찬 프리킥을 막아내며, 노바라의 세리에 A 잔류를 도왔다. 그는 또한 나폴리를 상대로 무승부를 거두는데도 기여했다.
2011년 10월 16일, 우이카니는 볼로냐와의 경기에서 팀동료 미첼 모르가넬라와 충돌하여 코와 치아 4개가 부러지는 부상을 입었다. 노바라의 열성적인 팬 중 한명인 노바라의 시장 안드레아 발라레는 우이카니가 입원한 병원을 방문하기도 하였다. 우이카니는 12월 5일에 열린 라치오전에서 복귀했다.

### 팔레르모 복귀와 키에보 임대
2012년 6월 14일, 팔레르모 구단주 마우리치오 참파리니는 우이카니가 세리에 A 2012-13 시즌에 팔레르모에서 뛰기로 동의하였다. 2012년 6월 22일, 팔레르모는 자신들의 웹사이트를 통해서 우이카니와 그의 팀동료 미첼 모르가넬라에 대한 소유권을 다시 사들였다고 발표하였다.
스테파노 소렌티노가 로사네로에 온 이후, 우이카니는 키에보로 임대되었다. 키에보 유니폼을 입은 후, 그는 크리스티안 푸조니의 백업 키퍼로 뛰며, 단 한 경기도 출전하지 못하였고, 결국 시즌 종료후 팔레르모로 복귀하였다. 세리에 B 2013—14 시즌, 그는 팀의 정기적인 출전을 하는 2 선발 골키퍼로 사용되었고, 스테파노 소렌티노가 부상으로 이탈한 12월과 1월에 뛰어난 활약을 펼치며 극찬을 받았다.

## 국가대표팀 경력
우이카니는 2007년 여름에 알바니아 여권을 받았고 알바니아 U-21 팀에서 뛰기 시작했다. 그는 6월 1일에 이탈리아 U-21 대표팀을 상대로 유럽 지역 예선 경기에서 데뷔전을 치렀다.
2008년 10월 6일, 헝가리, 포르투갈과의 2010년 FIFA 월드컵 유럽 지역 예선 경기를 앞두고 성인 대표팀에 소집되었다. 그는 2009년 6월 1일 알바니아에서 1-1 무승부를 거둔 조지아전에서 첫 풀타임 데뷔전을 치렀다.
그의 본 모국인 코소보는 2014년 1월 13일에 피파 회원국과의 친선전을 치룰 수 있는 권한을 얻었고, 우이카니는 알바니아 대표팀에서 코소보 축구 국가대표팀으로 팀을 옮겼다. 2014년 3월 5일, 그는 아이티 축구 국가대표팀을 상대로 코소보에서의 첫 대표팀 경기를 치뤘고, 무실점 무승부를 거뒀다.